# Ferréol-François-Gabriel Lefort
Ferréol-François-Gabriel Lefort, francoski general, * 1873, † 1956.